# オーストリア図書館協会
オーストリア図書館協会（オーストリアとしょかんきょうかい、ドイツ語: Büchereiverband Österreichs、略称：BVÖ）は、ウィーンに拠点を置いている、オーストリアの図書館の連合体。

## アンブレラ組織
BVÖは、アンブレラ組織としてオーストリアの公共図書館の利益を代表し、2,100以上の会員館のために情報の提供や助言を与えている。また、学校図書館、病院図書館、刑務所図書館をも代表し、諸外国の図書館協会との協力もおこなっている。BVÖは法人組織が加盟する協会であり、個人が会員となるものではない。

## 教育訓練
BVÖは、ザンクト・ヴォルフガングの連邦成人教育研究所 (Bundesinstitut für Erwachsenenbildung, BIfEB)、オーストリア図書館事務所 (Österreichischen Bibliothekswerk, ÖBW)、ÖGB図書館サービス (ÖGB-Büchereiservice)、連邦首相官邸との協力により、公共図書館のすべての司書に教育訓練課程を提供している。

## 機関誌
BVÖは、機関誌『Büchereiperspektiven』（「図書館の視点」の意）を出版している。

## 事業
BVÖは毎年、公共図書館から提出された資料に基づく統計を、オーストリア図書館統計 (Österreichische Büchereistatistik) として公開している。
オーストリア公共図書館分類法の編集改訂は、オーストリア図書館協会が担っている。